# Basalttapuit
De basalttapuit (Oenanthe warriae) is een zangvogel uit de familie Muscicapidae (vliegenvangers). Deze vogel is in 2011 door de vogelkundigen Hadoram Shirihai en Guy. M. Kirwan als ondersoort geldig beschreven. In 2021 werd dit taxon als soort op de IOC World Bird List geplaatst omdat de vogel zicht onderscheidt van de oostelijke rouwtapuit door een afwijkende habitatkeuze, ander verenkleed en het ontbreken van bastaardering met verwante rouwtapuiten.

## Kenmerken
De vogel is 14,5 tot 16,5 cm. Het mannetje heeft in de broedtijd een opvallend voornamelijk zwart verenkleed. De onderstaartdekveren zijn wit en niet rossig beige zoals bij de oostelijke rouwtapuit. De staart is van boven wit, met zwarte eindband die een zwarte T vormt zoals bij diverse andere soorten tapuiten. Verder is de vogel geheel zwart.

## Verspreiding en leefgebied
De vogel komt voor in noordoostelijk Jordanië en het zuiden van Syrië. Het leefgebied bestaat uit open, ruige, stenige vlakten en de randen van spaarzaam begroeide wadi's in woestijngebied